# Lou Engle
Lou Engle (9 de outubro de 1952) é um líder evangélico estadunidense. Tornou-se conhecido como organizador do "TheCall" (encerrado em 2018), o qual chegou a reunir dezenas de milhares de participantes em encontros de oração. Também é líder da International House of Prayer (Casa Internacional de Oração) em Kansas City, fundou a Justice House of Prayer, mais conhecida como JHOP, e também é um dos fundadores do movimento "The Send". Engle reside em Colorado Springs com sua esposa, Therese.

## Influência política
Engle começou a organizar as grandes reuniões de oração do "TheCall" em 2000. A dimensão destes eventos e as suas opiniões políticas, fizeram dele um forte perfil dentro da direita cristã nos Estados Unidos. Em 2008, buscou influenciar os rumos da eleição presidencial, promovendo um grande encontro de oração enquanto o pastor Rick Warren submetia os candidatos John McCain e Barack Obama a uma sabatina em sua megaigreja, Saddleback, em Lake Forest, Califórnia.

## Crenças
Engle é um ativista antiaborto, e diz aos seus seguidores que um dos nomes hebraicos de Deus, "vingador de sangue", deve ser reverenciado por eles; também os conclama a realizar atos de "martírio cristão", para impedir a realização de abortos e de casamento entre pessoas do mesmo sexo. Em 2009, o assassinato do médico George Tiller por um terrorista antiaborto em Kansas City, foi creditado a um destes atos de martírio..
Em maio de 2010, Engle viajou para Uganda e ali realizou um dos encontros do "TheCall", onde elogiou o governo local por criminalizar o homossexualismo e aprovar uma lei que condenava gays e lésbicas à morte ou à prisão perpétua. Por conta de tais posicionamentos, o Southern Poverty Law Center incluiu Engle em sua lista "Hatewatch Extremist", que acompanha manifestações de extremistas religiosos.

## The Send
Em 2016, Engle participou de um grande encontro denominado "The Call: Azusa Now", em Los Angeles, que buscava recuperar o espírito do avivamento de Azusa Street, em 1906. Segundo o relato de uma participante, durante o evento, deficientes físicos ergueram-se de cadeiras de rodas, surdos recuperaram a audição e até mesmo pessoas foram curadas de câncer de cérebro. Além de Engle, o encontro reuniu proeminentes lideranças evangélicas como Andy Byrd (Jovens Com Uma Missão), Brian Brennt (Circuit Riders), Daniel Kolenda (Christ For All Nations), Michael Koulianos (Jesus Image), Teófilo Hayashi (Movimento Dunamis) e Todd White (Lifestyle Christianity). Este grupo foi o responsável pela criação posterior do "The Send", nos mesmos moldes do "TheCall" (descontinuado em 2018) e tendo como objetivo atingir cinco grupos principais:
1. Nações
2. Universidades
3. Escolas secundárias
4. Crianças em situação vulnerável
5. Comunidades locais

Segundo informou a ativista Camila Mantov, também faz parte do movimento o pastor Ralph Drollinger, fundador do grupo evangélico de extrema-direita "Capitol Ministries", cujo objetivo seria "'converter' políticos a uma visão evangélica de governança".

### The Send no Brasil
Em fevereiro de 2020, o "The Send" chegou ao Brasil por iniciativa da então ministra da Mulher, Família e Direitos Humanos, Damares Alves, tendo lotado um estádio em Brasília e dois em São Paulo. Antes do evento, Engle declarou que "o Brasil está pronto para ser uma das maiores, senão a maior nação de envio na história, a completar a missão de alcançar os povos não-alcançados".
No encontro em Brasília, Jair Bolsonaro fez uma aparição surpresa no Estádio Mané Garrincha, e segundo relatou o pastor Todd White, teria entregue sua vida a Jesus Cristo. Antes de discursar, Bolsonaro recebeu uma mensagem enviada pelo pastor Marcos Borges Coty da Jovens Com Uma Missão:
O Espírito Santo colocou uma palavra em meu coração: Deus não vê como o homem vê. O homem vê a aparência, mas Deus vê o coração. Deus usa as coisas loucas para confundir as sábias, as coisas fracas para confundir as fortes, as coisas que não são para envergonhar as que são. O poder de Deus se aperfeiçoa na sua fraqueza. O Senhor é contigo.
O mesmo texto bíblico havia sido citado pelo pastor Silas Malafaia, ao apresentar o então candidato presidencial Jair Bolsonaro, em outubro de 2018.
Em seu agradecimento aos evangélicos no evento, Jair Bolsonaro declarou:
Vocês decidiram, vocês foram o ponto de inflexão há dois anos, decidindo mudar o destino do Brasil. Devo a Deus a minha vida por uma ocasião das eleições, devo a vocês a missão de dar um norte para o destino do nosso Brasil.